# Lidatunneln
Lidatunneln är en järnvägstunnel nära Lida söder om Tumba i Botkyrka kommun. Tunneln är med sina 1 780 meter dubbelspår den längsta tunneln på Grödingebanan som öppnades för trafik i november 1994.